# المشرفة (حمص)
المشرفة قرية تاريخية ومنطقة أثرية تقع في ناحية عين النسر التابعة لمنطقة حمص في محافظة حمص في سورية. تقع المشرفة في المنطقة التاريخية لمملكة قطنا. تجاورها مناطق عين النسر وأم الآدم والمخرم شرقًا، والسخنة جنوبًا، وتلبيسة والغنطو وتير معلة غربًا. وقد بلغ سكان المشرفة 14868 نسمة في تعداد عام 2004، وفقاً للمكتب المركزي للإحصاء(CBS). يقع تل المشرفة خارج المدينة الحديثة، ويعد معلمًا سياحيًا لمدينة قطنة الأثرية.

## أعلام
- وسام سلامانا